# Dolomedes

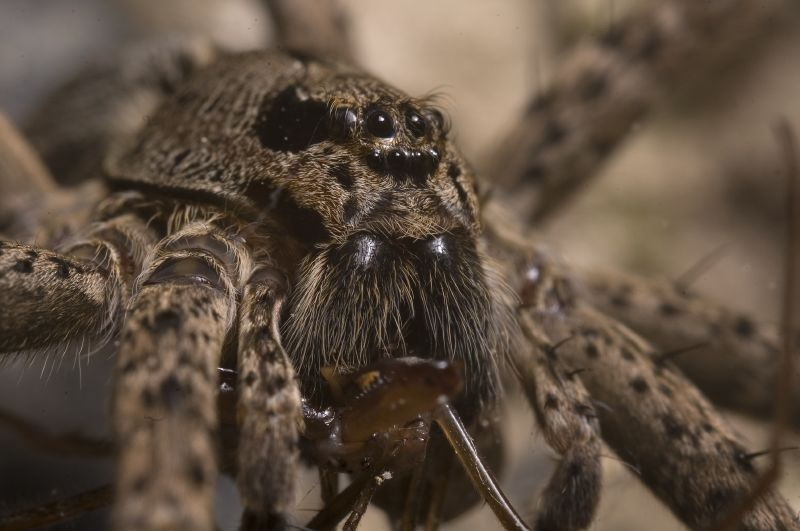
Dolomedes mâncându-şi prada

Dolomedes este un gen de păianjeni, relativ, mari din familia Pisauridae. Aceștia sunt cunoscuți sub numele de păianjeni pescători, păianjeni plută etc. Aproape toate speciile Dolomedes sunt semiacvatice, cu excepția Dolomedes albineus  sud-vestul Statelor Unite. Multe specii au o fâșie mai deschisă pe părțile laterale ale corpului.
Așteptă prada la marginea unui bazin sau râu cu apă lină sau slab curgătoare. Când vor detecta undele pe suprafața apei, produse de victimă, ei vor traversa bazinul plutind cu ajutorul picioarelor și vor injecta veninul în pradă. După aceasta, păianjenii își iau masa. Ei vânează diverse insecte,  dar se întâlnesc și specii care sunt capabile să prindă pești mici. De asemenea, acești păianjeni se pot scufunda în apă, iar corpul lor dobândește o nuanță argintie, datorită aerului dintre perișori. Majoritatea speciilor sunt mari, unele femele au până la 26 mm, dacă să includem și lungimea picioarelor, atunci lungimea corpului va ajunge la 80 mm.  

## Modul de viață
Datorită modul semiacvatic de viață păianjenii dolomezi posedă unele caracteristici ce le permite să plutească pe suprafața apei.

### Adaptări acvatice

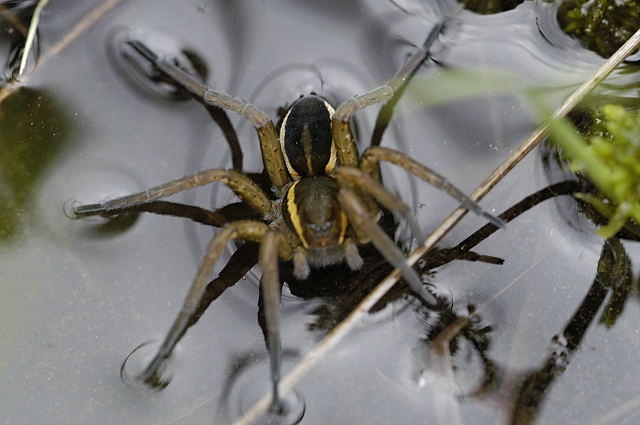
Dolomedes fimbriatus plutind pe apă

Tot corpul păianjenilor Dolomedes este acoperit cu fire de păr scurt și fin. Acești perișori au proprietatea de a respinge apa (sunt hidrofobi). Aceasta permite păianjenilor să folosească tensiunea superficială și să stea sau să alerge pe suprafața apei, asemenea unor insecte din familia Gerridae. Când se scufund sub apă corpul capătă un luciu argintiu, deorece printre perișorii de pe corp și picioare se formează o peliculă de aer (vezi Argyroneta aquatica). Ca și ceilalți păianjeni, dolomezii respiră prin plămâni (saci pulmonari) ce se deschid pe partea ventrală a opistosomii, iar peliculă de aer, care înconjoară inclusiv opistosoma, oferă oxigenul necesar respirației. Aerul îi face mai flotabili și dacă păianjenul nu se ține de vreun obiect subacvatic, țâșnește la suprafață, fiind complet uscat.

### Comportamentul de vânătoare

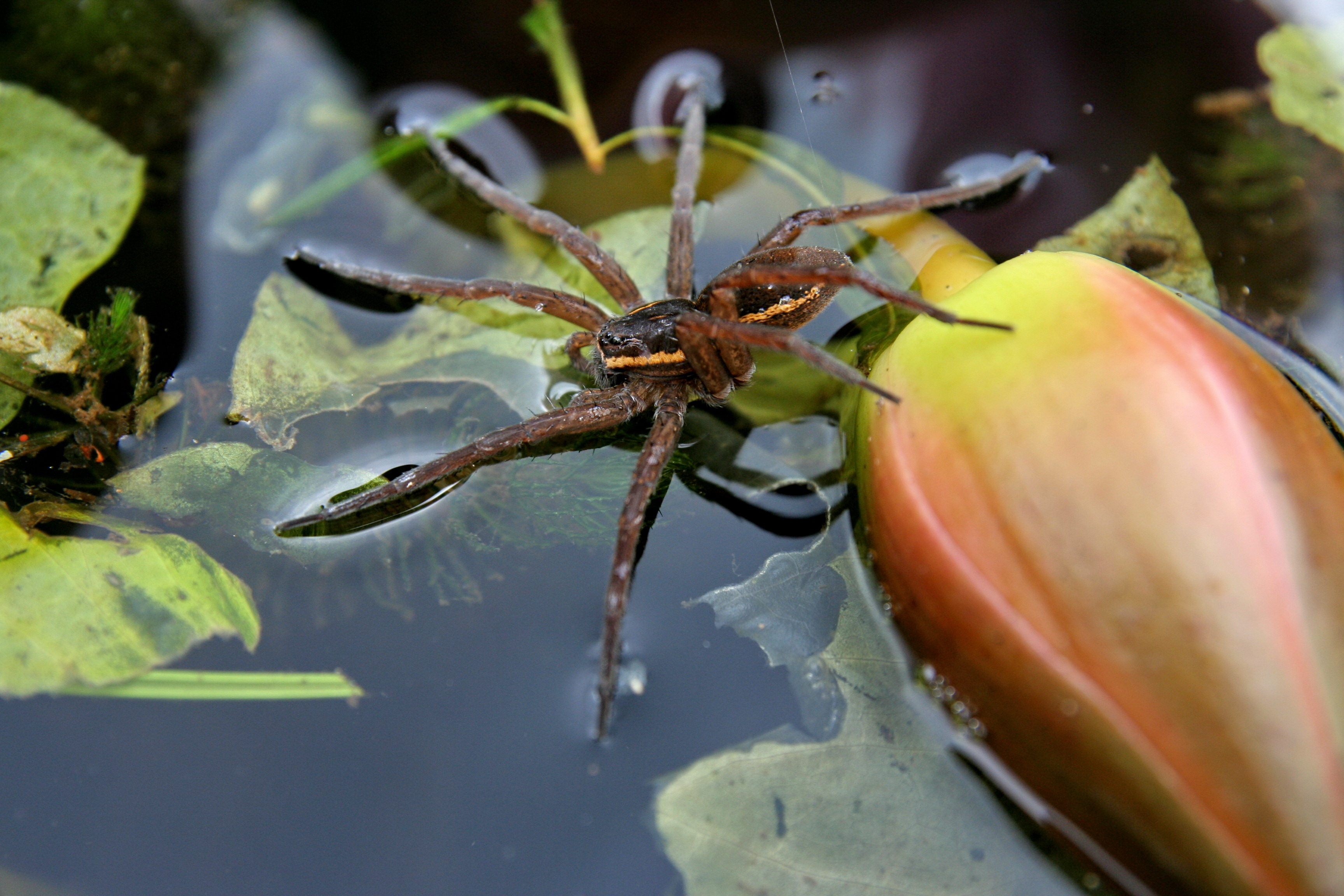
Dolomedes recepţionând undele de la suprafaţa apei

Deși numărul ochilor păianjenilor Dolomedes este opt, totuși simțul tactil este cel mai important, când vine vorba de a detecta prada prin oscilațiile de pe suprafața apei. Pentru păianjenii pescari suprafață apei îndeplinește aceeași funcție ca și o pânză pentru păianjenii țesători. Ei, aflându-se la mal pe ultimele perechi de picioare, îndind picioarele anterioare în apă. Picioarele sunt subțiri și foarte lungi. Cu ajutorul lor receptează oscilațiile apei produse de pradă, la fel cum țesătorii receptează oscilațiile pânzei. Sensibilitatea lor e uimitoare, pot detecta cele mai mici vibrații. Păianjenii pescari au capacitatea de a distinge oscilațiile provocate de insectă sau de un alt obiect căzut în apă (piatră, frunză). În plus, ei fără probleme identifică direcția și distanța până la victimă. Cu acest scop, ei au organe se simț specializate în recepția tactilă - fire de păr foarte sensibile, numite trihobotrii. Densitatea trihobotriilor este mai mare pe picioare. Ochii lor joacă un rol secundar, deoarece noapte ei nu sunt folosiți din cauza lipsei luminii. De îndată ce vibrațiile indică prezența unei insecte, păianjenul aleargă deasupra apei și o apuca cu chelicerele. 
 
Acești păianjeni vânează diferite insecte acvatice sau semiacvative, cei mai mari și mai norocoși prind și pești mici .

## Inamicii
Prădătorii principali ai păianjenilor pescari sunt păsările și șopârlele. Libelulele, de asemenea, au fost observate capturând păianjeni tineri. Specii de viespi din familia Pompilidae parazitează acești păianjeni. Ele efectuează o înțepătură pentru paraliza păianjenul, apoi depun ouăle în opistosomă. După eclozare, larvele viespei consum păianjenul de viu, din interior. O tehnică de a nu fi parazitați constă în scufundarea păianjenului sub apă. Totuși, unele viespi înțeapă rapid păianjenul sub apă și îl trag la suprafață. 

## Reproducere

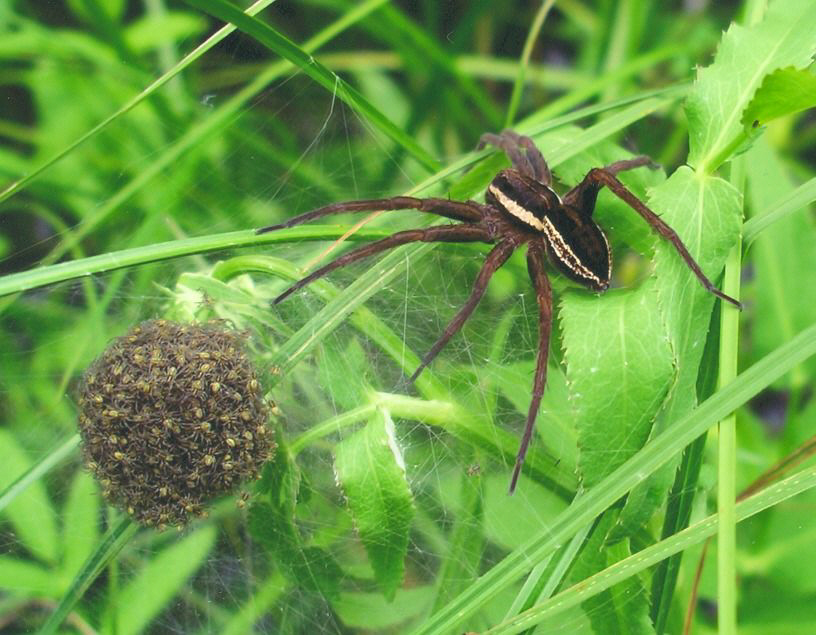
Dolomedes fimbriatus, femelă cu juvenilii

Dimorfismul sexual se manifestă prin dimensiunile mai mari ale femelei. Împerecherea este urmată de canibalism, femela mâncând masculul. Unii masculi cad victime femelelor care pretind că sunt interesate de acuplare, pe când ele doresc o masă ușoară.  

## Răspândire
În Europa se întâlnesc două specii: Dolomedes fimbriatus și Dolomedes plantarius. Ambele locuiesc în mlaștini și bazin acvatice mici. În America de Nord sunt răspândite nouă specii, care se găsesc în lacuri mici și în zonele mlăștinoase. Patru specii apar în Noua Zeelandă, dintre care două sunt foarte răspândite: Dolomedes aquaticus, găsit pe malurilor râurilor, și o altă specie de dimensiuni similare, oservată pe malurile împadurite - Dolomedes III. Cea mai mare specie din Noua Zeelandă este Dolomedes schauinslandi întâlnită pe insulele Chatham.